# Shigeto Dewa
Barão Dewa Shigetō (出羽 重遠, 10 de dezembro de 1856 – 27 de janeiro de 1930) foi um almirante japonês nos primeiros anos da Marinha Imperial Japonesa.

## Biografia
Dewa nasceu como filho de um samurai do Domínio de Aizu (atual Prefeitura de Fukushima). Quando jovem, alistou-se no Byakkotai, uma unidade de reserva das forças militares oficiais do Domínio de Aizu. O Byakkotai foi chamado para ação, e Dewa lutou na Batalha de Aizu durante a Guerra Boshin.
Dewa cursou a 5ª turma da Academia Naval Imperial Japonesa, graduando-se em 6º lugar entre 43 cadetes. Foi nomeado aspirante em 16 de agosto de 1878, promovido a guarda-marinha em 12 de agosto de 1880 e a subtenente em 27 de fevereiro de 1883. Serviu como oficial subalterno em diversos navios da Marinha Japonesa em seus primórdios, incluindo a corveta Tsukuba, o encouraçado Fusō, a chalupa Hōshō, o encouraçado Ryūjō, a corveta Amagi e os cruzadores Asama, Naniwa e Takachiho. Foi promovido a tenente em 7 de abril de 1886 e a capitão-tenente em 16 de outubro de 1890. De 1886 a 1890, atuou como oficial executivo no cruzador Takao. Entre 1893 e 1893, comandou as canhoneiras Akagi e Tatsuta, sendo promovido ao posto de capitão de fragata em 7 de dezembro de 1894.
Durante a Primeira Guerra Sino-Japonesa (1894–95), Dewa serviu como oficial de estado-maior da "Frota dos Mares Ocidentais", uma força defensiva que patrulhava as águas territoriais japonesas. Em 1893, tornou-se Diretor da Seção de Pessoal no Ministério da Marinha. Posteriormente, comandou o cruzador Tokiwa em 1898.
Promovido a contra-almirante em 20 de maio de 1900 e a vice-almirante em 6 de junho de 1904, durante a Guerra Russo-Japonesa ele comandou o 3º Esquadrão de Cruzadores da 1ª Frota Japonesa e participou da Batalha de Port Arthur e da Batalha do Mar Amarelo, (onde atuou a partir do cruzador Yakumo). Na decisiva Batalha de Tsushima, liderou o 3º Esquadrão a partir de seu navio-capitânia, o cruzador Kasagi.
Em dezembro de 1905, foi nomeado Comandante-em-Chefe da 3ª Frota Japonesa, e, a partir de novembro de 1906, passou a ser Diretor do Departamento de Educação Naval.
Em 3 de dezembro de 1907, Dewa foi elevado ao título de nobreza de danshaku (barão) dentro do sistema de kazoku.
Mais tarde, ocupou sucessivamente os cargos de Comandante-em-Chefe da 2ª Frota, do Distrito Naval de Sasebo e da 1ª Frota.
Em 9 de julho de 1912, foi promovido a almirante de pleno direito. Dewa Shigeto foi a primeira pessoa de fora de Satsuma (e o primeiro de Aizu) a atingir o posto de almirante pleno na Marinha Imperial Japonesa. O primeiro oficial de Aizu a chegar ao posto de almirante (mas não de almirante pleno) foi Hidematsu Tsunoda, e Matsudaira Morio, filho do antigo senhor de Aizu Matsudaira Katamori, alcançou o posto de contra-almirante.
Por ocasião do Escândalo Siemens-Vickers (Siemens-Vickers Navy Armament Scandal), como Presidente da Comissão de Investigação, Dewa concentrou esforços para erradicar a corrupção na Marinha, o que acabou levando à queda do gabinete do Almirante Yamamoto Gonnohyōe em março de 1914. Dewa retirou-se do serviço ativo em 1925.
Em seus últimos anos de vida, Dewa esteve envolvido na construção de memoriais dedicados aos mortos na Batalha de Aizu. Seu túmulo encontra-se no Cemitério de Aoyama, em Tóquio.

## Condecorações
Adaptado do artigo na Wikipédia em japonês
- Ordem do Tesouro Sagrado, 4ª Classe
- Grande Cordão da Ordem do Sol Nascente (1 de abril de 1906)
- Ordem da Pipa Dourada, 2ª Classe (1 de abril de 1906)

Barão (21 de setembro de 1907)
- Grande Cordão da Ordem do Sol Nascente com Flores de Paulownia (27 de janeiro de 1930; póstumo)
- Grande Cordão da Ordem das Flores de Ameixeira do Império Coreano

### Livros
- Andidora, Ronald (2000). Iron Admirals: Naval Leadership in the Twentieth Century. [S.l.]: Greenwood Press. ISBN 0-313-31266-4
- Dupuy, Trevor N. (1992). Encyclopedia of Military Biography. [S.l.]: I B Tauris & Co Ltd. ISBN 1-85043-569-3
- Schencking, J. Charles (2005). Making Waves: Politics, Propaganda, And The Emergence Of The Imperial Japanese Navy, 1868-1922. [S.l.]: Stanford University Press. ISBN 0-8047-4977-9
- Warner, Denis; Warner, Peggy (1974). The Tide at Sunrise: A History of the Russo-Japanese War', 1904-1905. [S.l.]: Charterhouse. ISBN 9780883270318
- Yamakawa, Kenjirō (1933). Aizu Boshin Senshi. Tokyo: Aizu Boshin Senshi Hensankai
- Yamakawa, Kenjirō; Munekawa, Toraji (1926). Hoshū Aizu Byakkotai jūkyūshi-den. Wakamatsu: Aizu Chōrei Gikai
- Matsuno, Yoshitora; Oohashi, Kazuhiro (1992). Umi ha hakuhatsu naredo. Tokyo: Hakubunkan Shinsya